# Majjate
Majjate (en àrab مجاط, Majjāṭ; en amazic ⵎⵊⵊⴰⵟ) és una comuna rural de la prefectura de Meknès, a la regió de Fes-Meknès, al Marroc. Segons el cens de 2014 tenia una població total de 9.074 persones.